# Alexandre Kominek
Pour les articles homonymes, voir Kominek.
Alexandre Kominek, né le 20 novembre 1989 à Genève, est un humoriste et acteur suisse.

## Biographie
Fils unique, Alexandre Kominek naît le 20 novembre 1989 à Genève, d'un père juif séfarade tunisien et d'une mère polonaise,. Après avoir suivi et abandonné des études de droit, il travaille en tant que stagiaire dans la publicité, puis obtient un bachelor en direction artistique à l'école CREA Genève en 2014,. Il intègre ensuite la classe libre du Cours Florent mais il n'est pas conservé.
En février 2013, il fait ses premiers pas sur les planches dans le cadre d'une scène ouverte au Swiss Comedy Club à Lausanne, avant de jouer dans des bars et les cafés-théâtres de Genève. Lauréat du Banane Comedy Club en 2015, il rejoint Paris où il se produit notamment au théâtre du Gymnase Marie-Bell, puis intègre le Jamel Comedy Club en 2017. Parallèlement, il effectue de nombreux passages au Montreux Comedy Festival,,, tout en continuant de se produire en Suisse et en France. Admiratif durant sa jeunesse d'Élie Kakou, il déclare que son modèle est l'humoriste américain Bill Burr.
Depuis novembre 2021, il tient un billet d'humeur dans l'émission La Bande originale de Nagui et Leïla Kaddour-Boudadi, diffusée sur France Inter où il intervient deux fois par semaine.
À partir de 2023, il joue son premier one-man-show intitulé Bâtard sensible à L'Européen de Paris, puis en tournée notamment en Suisse, Belgique et Espagne,.

### Vie privée
Depuis 2022, il vit en concubinage avec l'humoriste et actrice française Florence Foresti,, qui a officialisé leur relation en juin 2022.

## Résumé artistique

### One-man-show
- Depuis 2023 : Bâtard sensible

### Radio
- Depuis 2021 : La Bande originale sur  France Inter
- Depuis 2018: Les Bras Cassés sur RTS Couleur 3

### Cinéma
- 2023 : Nouveaux Riches de Julien Royal

### Télévision

#### Séries télévisées
- 2021 : 6 x confin.é.e.s sur Canal+ (saison 1, épisode 6 Gina)
- 2022 : Platonique sur OCS (saison 1, épisode 1)
- 2024 : Espèce menacée  de Bruno Deville : Karl
- 2025 : Bref : L'oncle jeune

#### Téléfilms
- 2024 :  Dans 5 ans de Léa Rouaud : Lui-même

#### Émissions
- 2025 : LOL : qui rit, sort ! (saison 5) sur Amazon Prime Video : participant